# Леслі Стефансон
Леслі Стефансон (англ. Leslie Stefanson; нар. 10 травня 1971) — американська модель, актриса і художниця. Найвідоміша ролями капітана Елізабет Кемпбелл у фільмі «Дочка генерала» та Джоан Беннетт Кеннеді в телевізійному міні-серіалі «Джекі, Етель, Джоан: Жінки Камелоту».

## Біографія
Леслі Стефансон народилася 1971 року у місті Фарґо (Північна Дакота), виросла у Мурхеді, штат Міннесота. Вона має ісландське походження, а її дідусь і бабуся по батьковій лінії, Скулі Стефансон та Хефі Ейнарсон, емігрували з Ісландії. Вона вивчала літературу в Нью-Джерсі в Університеті Дрю та в Нью-Йорку в Колумбійському університеті. У 1993 році вона закінчила коледж Бернард за спеціальністю англійська література. Вона була членом нью-йоркської театральної групи, була моделлю та з'явилася в рекламі Lee's Jeans у 1997 році, яка була показана під час Суперкубка.
31 серпня 2008 року Стефансон народила від актора Джеймса Спейдера сина. Станом на 2019 рік вона виготовляє бронзові та теракотові скульптури в Лос-Анджелесі та Нью-Йорку.

## Фільмографія
| Рік  |   | Українська назва                    | Оригінальна назва                         | Роль                                         |
| ---- | - | ----------------------------------- | ----------------------------------------- | -------------------------------------------- |
| 1994 | ф | Шлях ковбоя                         | The Cowboy Way                            | дівчина на вечірці                           |
| 1996 | ф | У дзеркала два обличчя              | The Mirror Has Two Faces                  | Сара Маєрс                                   |
| 1997 | ф | Флаббер                             | Flubber                                   | Сильвія                                      |
| 1998 | ф | Краще не буває                      | As Good as It Gets                        | офіціантка                                   |
| 1998 | ф | Гори, Голливуд, гори                | An Alan Smithee Film: Burn Hollywood Burn | Мішель Раферті                               |
| 1998 | ф | Розрив                              | Break Up                                  | Шейлі                                        |
| 1999 | ф | Дочка генерала                      | The General's Daughter                    | Елізабет Кемпбел                             |
| 2000 | ф | Красива                             | Beautiful                                 | Джойс Паркінс                                |
| 2000 | ф | Невразливий                         | Unbreakable                               | Келлі                                        |
| 2001 | ф | Пограбування                        | The Stickup                               | Наталі Райт                                  |
| 2001 | ф | Джекі, Етель, Джоан: Жінки Камелоту | Jackie, Ethel, Joan: The Women of Camelot | Джоан Беннетт Кеннеді                        |
| 2002 | ф | Шамани пустелі                      | Desert Saints                             | агент Донна Марбері                          |
| 2002 | с |                                     | MDs                                       | Шеллі Пангборн (10 серій)                    |
| 2003 | ф | Загнаний                            | The Hunted                                | Ірен Кравіц                                  |
| 2003 | ф | Мисливець за прибульцями            | Alien Hunter                              | Ніла Олсон                                   |
| 2019 | ф | Скло                                | Glass                                     | Келлі (архівні кадри з фільму «Невразливий») |